# Phalacrostemma setosa
Phalacrostemma setosa är en ringmaskart som först beskrevs av Treadwell 1906.  Phalacrostemma setosa ingår i släktet Phalacrostemma och familjen Sabellariidae. Inga underarter finns listade i Catalogue of Life.